# Una Rapsòdia de Värmland
Una Rapsòdia de Värmland (en suec En värmlandsrapsodi), op. 36, va ser composta per Kurt Atterberg i estrenada el 20 de novembre de 1933, en una emissió de ràdio en directe des d'Estocolm. Té una durada aproximada de 9 minuts.

## Origen i context
El 1933, la Ràdio Sueca va decidir commemorar el setanta-cinquè aniversari de Selma Lagerlöf amb l'emissió d'una composició musical inèdita. Lagerlöf va ser una destacada novel·lista sueca i la primera dona guardonada amb el Premi Nobel de Literatura el 1909. Va residir i desenvolupar la seva obra al comtat de Värmland, al centre-oest de Suècia, a tocar de la frontera amb Noruega. Aquesta regió és especialment coneguda per la seva rica herència cultural, amb una notable tradició musical.
Malgrat la gran qualitat literària de totes les seves obres, sens dubte, la més coneguda és el llibre infantil El viatge meravellós d'en Nils Holgersson per Suècia) (1906–07), un manual de geografia que ha captivat generacions d’infants suecs i estrangers. El bitllet de vint corones sueques en commemorava el llegat: entre el 1991 i el 2015, al revers, portava una escena de Nils viatjant sobre una oca pel paisatge pla del sud de Suècia iniciava el seu viatge cap al nord. A l’anvers, destacava un retrat de Selma Lagerlöf, acompanyat de dos fragments curts de la seva primera novel·la La saga de Gösta Berling (1891), una de les moltes històries inspirades en la seva terra natal, Värmland. De fet, la rapsòdia inclou un subtítol vinculat a la geografia: ...al voltant de les llargues ribes del llac Löven..., que és com es coneix el llac Fryken a La saga de Gösta Berling.
Va iniciar la seva composició el 20 d’octubre i la va finalitzar amb gran rapidesa, en tan sols una setmana. Atterberg va tornar a una col·lecció que ja havia explorat anteriorment per a la seva tercera i quarta simfonia: 200 danses populars sueques arranjades per a piano (200 svenska folkdansar arrangerade för.), publicades en dos volums a Estocolm per Abr. Lundquist l’any 1875. En aquesta obra, adapta les melodies populars recollides, predominantment danses polca en compàs de 3/4, modificant-ne els ritmes i els girs melòdics en alguns passatges, embellint les línies melòdiques i utilitzant motius per desenvolupar-los seqüencialment.
L'estrena el 20 de novembre de 1933 es va fer coincidir amb  el setanta-cinquè aniversari de Selma Lagerlöf. Lagerlöf va escriure a Atterberg sobre la seva experiència escoltant l'emissió des de la seva finca Mårbacka, a menys de quatre quilòmetres de la vora del llac Fryken/Löven: «Va ser un moment solemne aquí a Mårbacka quan vam escoltar la Rapsòdia des de la ràdio. Vam escoltar amb molta alegria i il·lusió i ens va alegrar el ressò de les melodies de Värmland. Que visqui i guanyi l'oïda del poble!»
La peça adopta amb encert el terme “rapsòdia” gràcies a la seva estructura fluida, basada en una sèrie de melodies tradicionals. No resulta estrany que hi apareguin freqüentment al·lusions a la cèlebre melodia de Värmland ("Ack, Värmeland, du sköna" / "Oh, Värmland, terra encantadora").